# Zembry
Zembry – wieś w Polsce położona w województwie lubelskim, w powiecie łukowskim, w gminie Trzebieszów.
| SIMC    | Nazwa    | Rodzaj    |
| ------- | -------- | --------- |
| 0693374 | Opłotki  | część wsi |
| 0693380 | Zagóra   | część wsi |
| 0693397 | Zaulaski | część wsi |
| 0693405 | Zembry   | kolonia   |

W latach 1975–1998 miejscowość administracyjnie należała do województwa siedleckiego.
Wieś stanowi sołectwo w gminie Trzebieszów. Według Narodowego Spisu Powszechnego z roku 2011 wieś liczyła 302 mieszkańców.
Wierni Kościoła rzymskokatolickiego należą do parafii Najświętszej Maryi Panny Królowej Polski w Zembrach.